# Hesseni Marija Alekszandrovna orosz cárné
Hesseni Marija Alekszandrovna orosz cárné, született Mária hessen–darmstadti hercegnő (németül: Maximilienne Wilhelmina Maria von Hessen und bei Rhein, oroszul: императрица Мария Александровна; Darmstadt, 1824. augusztus 8. – Szentpétervár, 1880. június 3.) hessen-darmstadti hercegnő, II. Sándor orosz cárral kötött házassága révén 1855–1880 között Oroszország cárnéja. Mariehamn kikötője és a Mariinszkij Színház róla lett elnevezve.

## Gyermekkora
Mária édesanyja, Vilma badeni hercegnő (1788–1836), Jelizaveta Alekszejevna orosz cárné húga volt. A hercegnőnek összesen hét gyermeke született, férje azonban csak két gyermeket, Máriát és Sándort ismerte el a sajátjaként, a többieket August von Senarclens de Grancy báró, a hercegnő szeretőjének gyermekeiként tartották számon.
A szülők nagyon nem kedvelték egymást, így Máriának nemigen volt része boldog családi életben. A nagyhercegi pár közötti ellentét akkora volt, hogy nem is vezettek egy háztartást: Vilhelmina hercegnő a Heiligenberg-kastélyban élt a gyerekekkel, míg II. Lajos nagyherceg Darmstadtban lakott.

## A cárné
1838-ban Sándor nagyherceg, Oroszország cárevicse európai útja során találkozott a tizennégy éves Máriával, és beleszeretett. Mária éppen cseresznyét evett a kertben, amikor megérkezett a cárevics, és a hercegnőnek ki kellett köpdösnie a magokat, mielőtt beszélhetett volna a nagyherceggel. A találkozásról Mária nővére is megemlékezett: „Ez tipikus Marie volt, a mi szeretett Marie-nk, aki Szása boldogságának forrásává vált. Az első pillanattól, ahogyan megszólalt, felcsigázta Sándor érzelmeit. Nem volt olyan, mint a többiek, nem volt játékbaba, nem volt benne semmi félénkség és nem várt semmit a találkozótól.” Sándor eljegyezte a hercegnőt, bár tisztában volt vele, hogy még mindketten túl fiatalok. Sándor édesanyja, Alekszandra Fjodorovna cárné hiába tiltakozott, a trónörökös hajthatatlan maradt, és 1841. április 16-án feleségül vette Máriát, aki áttért az ortodox hitre, és felvette a Marija Alekszandrovna nevet.
Mivel Marija félénk, visszahúzódó volt, az emberek kimértnek, hűvösnek és merevnek látták. Nem szeretett kiöltözködni, ezért úgy tartották, nincs ízlése. Társaságban ritkán szólalt meg; sokan semmiféle szépséget nem láttak benne.
Szentpétervár nedves levegője nem tett jót Marija érzékeny mellének, amit édesanyjától örökölt: állandóan köhögött, és gyakran kínozta magas láz. Törékeny egészségére hivatkozva kibújt rengeteg hivatalos bál, ünnepség és egyéb rendezvények alól, ami nemigen használt uralkodói tekintélyének a nemesség körében. Ezek ellenére a cárnénak kiváló politikai érzéke volt; férje nemegyszer megvitatta vele döntéseit. Marija hathatósan támogatta a nők oktatását és az orvostudományt, de ettől nem lett népszerűbb a népe körében. A családban ellenben mindenki kedvelte őt. „Az összes szeretetet, jóságot és tiszteletet, ami bennem lakozik, kizárólag és egyedül szeretett anyámnak köszönhetem… Arra tanított minket, hogy kövessük a példáját és mély, keresztény hitét.” – emlékezett a cárnéra fiainak egyike, pár évvel Marija Alekszandrovna halála után.
Marija, amilyen gyakran csak tudott, elutazott Sándor öccséhez, aki a Heiligenberg-kastélyban élt morganatikus házasságban. Itt találkozott Aliz hercegnővel, Viktória brit királynő lányával és Hessen nagyhercegnéjával. Aliz 1878-ban bekövetkezett halála után Mária gyakran meghívta Heiligenbergbe a hercegnő árváit, akik tulajdonképpen Marija bátyjának, III. Lajos hesseni nagyhercegnek az unokái voltak. Itt találkozott Marija fia, Szergej majdani feleségével, Ellával, és Marija is itt ismerte meg unokájának, II. Miklósnak későbbi feleségét, Alix hercegnőt.

## Magánélete
II. Sándor szerelme Marija iránt hamar elillant. A cárnak, bár jól bánt a feleségével, sok szeretője volt, és erről a cárnénak is tudomása volt. Akkoriban ez az uralkodói udvarokban elfogadott jelenség volt, de Marija nehezen viselte el férje kicsapongásait.

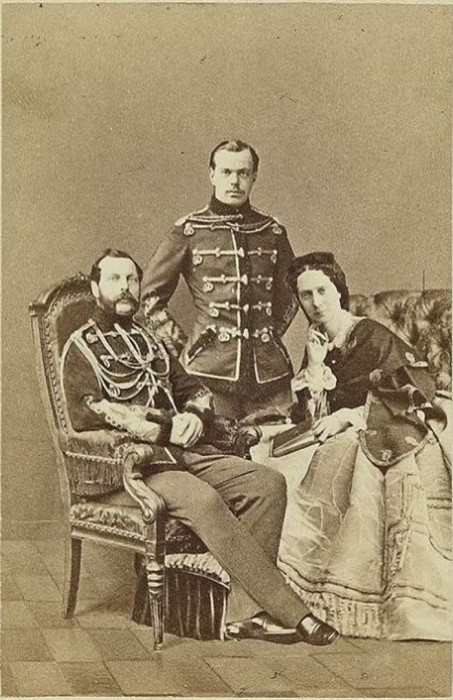
II. Sándor és Marija Alekszandrovna második fiukkal, a későbbi III. Sándorral

Ennek ellenére a cári párnak nyolc gyermeke született. A cár szeretője, Jekatyerina Mihajlovna Dolgorukova hercegnő azonban kettészakította a családot. II. Sándor feleségül akarta venni a szeretőjét, gyerekei azonban ezt értehő módon nem nézték jó szemmel, és kiálltak édesanyjuk mellett.
A cárné leginkább családja körében érezte jól magát, szívesen varrt, kötött, hímzett. Kis üvegfigurákat gyűjtött – ezt a szenvedélyét második fia, Sándor is örökölte tőle.

### Gyermekei
II. Sándornak és Marija Alekszandrovnának nyolc gyermeke született. Ugyan II. Sándornak volt még négy utóda Jekatyerina Dolgorukovától, de ők nem számítottak a Romanov-család tagjainak.
- Alekszandra Alekszandrovna nagyhercegnő (1842–1849)
- Nyikolaj Alekszandrovics nagyherceg (1843–1865)
- Alekszandr Alekszandrovics nagyherceg (1845–1894)
- Vlagyimir Alekszandrovics nagyherceg (1847–1909)
- Alekszej Alekszandrovics nagyherceg (1850–1908)
- Marija Alekszandrovna nagyhercegnő (1853–1920)
- Szergej Alekszandrovics nagyherceg (1857–1905)
- Pavel Alekszandrovics nagyherceg (1860–1919)

Pavel nagyherceg születése után a cárné egészsége nagyon megrendült; nem is született több gyermeke.
 Az első nagyobb csapást 1849-ben szenvedte el a cári család, amikor meghalt legidősebb gyermekük, Alekszandra nagyhercegnő. A jelentősebb csapás azonban az volt, hogy 1865-ben meghalt a cári pár legidősebb és kedvenc fia, Nyikolaj cárevics. Marija a fájdalom elől bigott vallásosságba és határtalan jótékonykodásba menekült, valamint kisebb gyermekei felé fordult: „… nagyon ragaszkodott hozzájuk – rengeteg idejét szentelte Nyikolajnak, akinek halála után úgy érezte, hogy miatta elhanyagolta többi gyermekét.” Egyetlen, a felnőttkor megélő lánya volt, Marija Alekszandrovna, aki „egyszerre volt barátnő és leány, anyja számos döntésében támaszkodott rá.”

## Halála
Mária 1880. június 3-án halt meg, hosszú betegeskedés után. Halála előtt még behívatta magához férje törvénytelen gyermekeit, és megáldotta őket. Szobájában halt meg; emlékére katedrálist emeltek Jeruzsálemben. Egy hónappal később, július 6-án férje feleségül vette a Jekatyerinát, azonban a házasságot az egyház nem fogadta el, és így Jekatyerinából nem lehetett cárné.